# Eriosema angustifolium
Eriosema angustifolium là một loài thực vật có hoa trong họ Đậu. Loài này được Burtt Davy miêu tả khoa học đầu tiên.